# Julius Bielz
Julius Bielz (n. 18 martie 1884, Orlat, România – d. 9 iunie 1958, Sibiu, România) a fost un jurist sas, specialist în istoria artelor și etnografie.

## Scrieri (selecție)
- Portul popular al sașilor din Transilvania, Ed. de Stat pentru Literatură și Artă, București, 1956;
- Die Volkstracht der Siebenbürger Sachsen, Bukarest, 1957.